# Saint-Christophe-d'Allier
Saint-Christophe-d'Allier es una población y comuna francesa, situada en la región de Auvernia, departamento de Alto Loira, en el distrito de Le Puy-en-Velay y cantón de Saugues.

## Demografía
| 239 | 213 | 179 | 164 | 159 | 140 |
| Para los censos de 1962 a 1999 la población legal corresponde a la población sin duplicidades (Fuente: INSEE [Consultar]) |     |     |     |     |     |